# ジャズ喫茶
ジャズ喫茶（ジャズきっさ）は、主にジャズのSP・LPレコード・CD音源をかけ、客は鑑賞を主目的として来店する形式の喫茶店。
1929年(昭和4年）、東京の本郷赤門前に創業した「ブラックバード」が日本で最初のジャズ喫茶であるとされる。それから数年のうちに新橋、上野、京橋などでジャズレコードの再生を蓄音機で行う店が次々と生まれた。ジャズをはじめクラシック音楽をかける名曲喫茶やタンゴなどをかける店など、いわゆる「レコード喫茶」が昭和10年代はピークを迎え、東京では約80軒以上の数が確認されている。ジャズ喫茶は第二次世界大戦により一時消滅するが、戦後まもなく再開、1960年代に隆盛を迎え、1980年代から下降期に入る。。現在では、音源の多様化や営業開始時間を夕方以降に遅らせてジャズ・バーになるなど、経営形態の多様化も見られる。現在、営業中のジャズ喫茶、ジャズ・バーは全国で約600軒。その約9割はレコードでの再生をしている。

## 概要
1950年代は輸入盤のジャズのLPが高価であったため、何千枚もの所蔵レコードがある店もあり、コーヒー1杯で本場のジャズのレコードを聴け、リクエストも受け付けてくれるジャズ喫茶はジャズファンやミュージシャンの溜まり場ともなっていた。現在、プロとして著名な日本人ジャズミュージシャンの中にも「開店から閉店までコーヒー1杯でねばった」という人もいたという。
当時のジャズ喫茶では、家庭ではなかなか揃えることのできない高価なオーディオシステムを装備し、音質の良さを店の特徴としたり、経営する「名物オヤジ」の独自のジャズ観・口調を売りにしていた店もあった。現在でもその傾向は一部の店で受け継がれている。また、1950年代から60年代かけてはジャズ以外にもカントリーやロカビリー、ハワイアンミュージック、グループ・サウンズ、ロックなど、幅広いジャンルの音楽のライブ演奏を行う店も「ジャズ喫茶」と呼ばれる時期があった。なお、ジャズ喫茶は日本国外ではほとんど見あたらず、日本特有の形態であるとされる。
近年ではレコード音源鑑賞を主とするジャズ喫茶は衰退し、経営形態が多様化、ジャズを聴きながら酒を呑むジャズバー、定期的にジャムセッションを開くジャズライブバー、若年層・女性をターゲットとするレストラン風の店などの多様化もみられる。なお、世相の影響を受け、伝統的なジャズ喫茶の形態でも禁煙店が増えている。 
1980年代以降、衰退傾向が続くジャズ喫茶だが、2010年代後半から日本のジャズ喫茶の影響を受けた「リスニングバー」がアメリカやヨーロッパを中心に世界各国で続々とオープンし、日本国内でもまた「ジャズ喫茶」が再注目され、新しいファンを獲得しつつある

## 特徴
主な特徴として以下が挙げられる。
- 店内の音楽は、主にジャズ。店によっては、ボサノヴァやフュージョン、リズム・アンド・ブルース、その他をかけることもある。
- オーナーや店長・店員が店内に所蔵するレコード・CD、他を流す。客が持ち込むものを流すこともある。否定的な見方もされるが、ラジオ・有線放送（ジャズ専門チャンネル　USENではBもしくはFのブロックの31と33）を流す店もまれにある。
- 所蔵品で応えられる限り、客からのリクエストに応じる。その日すでにかけたばかりなど、店によって理由は違うが、断られることもある。
- コーヒーを事実上の看板メニューとしている。酒類を提供する店もある。店によっては軽食・紅茶やソフトドリンク・デザートを提供する。名古屋には鍋焼きうどんを提供する店があった。
- 喫茶を主とする店ではチャージ（テーブル席料）を一切取らないのが通常。ただし夕方（主として18:00以降）以降バー営業に移行する店ではチャージ料金が発生する場合もある。
  - 夜間にジャズライブバーに変わる店もあり、通常はライブチャージが必要な場合は金額が示されている。それに気付かずに入店すると、本人にとって予想外の出費を強いられることもある。料金体系に注意し、入店時に確認するのが好ましいとされる。

近年は必ずしも当てはまらなくなってきている項目もあるが、従来の特徴として以下が挙げられる。
- 1960年代から1970年代は、学生運動などカウンターカルチャーのシンボル的存在となっていた。
- 店内照明を暗めにしている。
- テーブルは比較的小さく、コーヒー茶碗やコップ、文庫本を置くのに必要十分な大きさである。
- 店内における会話の全面禁止、もしくは会話許可席を設けている。（近年では全面禁止の店は全国でも数軒のみ）
- トイレの壁が、古くからの客が長年に渡って書き込んだ悪戯書きで埋まっている。学生運動に関する内容など、時代を偲ばせるものが多い。
- 生演奏できるスペースが確保されている店が多い。

## 代表的なジャズ喫茶 （ライブバー・ジャズバー）

### 北海道
- 想苑（北海道函館市）
- Bop（北海道函館市）
- Bossa（北海道札幌市）
- ジャマイカ（北海道札幌市） 1961年8月開店。当初は映画館「札幌東映」の地下（洋画ロードショー館の「東映パラス」向かい）にあったが、1989年に狸小路5丁目（三条美松ビル4階。ビルの1階にサツドラがある）に移転[12]。
- AngelEyes（北海道札幌市）
- 5SPOT（北海道札幌市）
- ABERU（北海道旭川市）

### 東北
- BASIE（岩手県一関市） 1970年開店。店のスピーカーはJBLユニットを使用した自作品。カウント・ベイシーやエルヴィン・ジョーンズ、JBL社長も訪れた「日本一音が良いジャズ喫茶」と呼ばれる。マスターの菅原正二はタモリと同じ早稲田大学出身で、交友が深い（菅原は早稲田大学ハイソサエティオーケストラ、タモリは早稲田大学モダンジャズ研究会出身で、同じジャズ研出身と間違われることが多い）。
- Count（宮城県仙台市）
- フルハウス（福島県郡山市）
- じゃず喫酒 Dorothy  (福島県会津若松市)

### 関東

#### 東京都
- DIG（新宿）

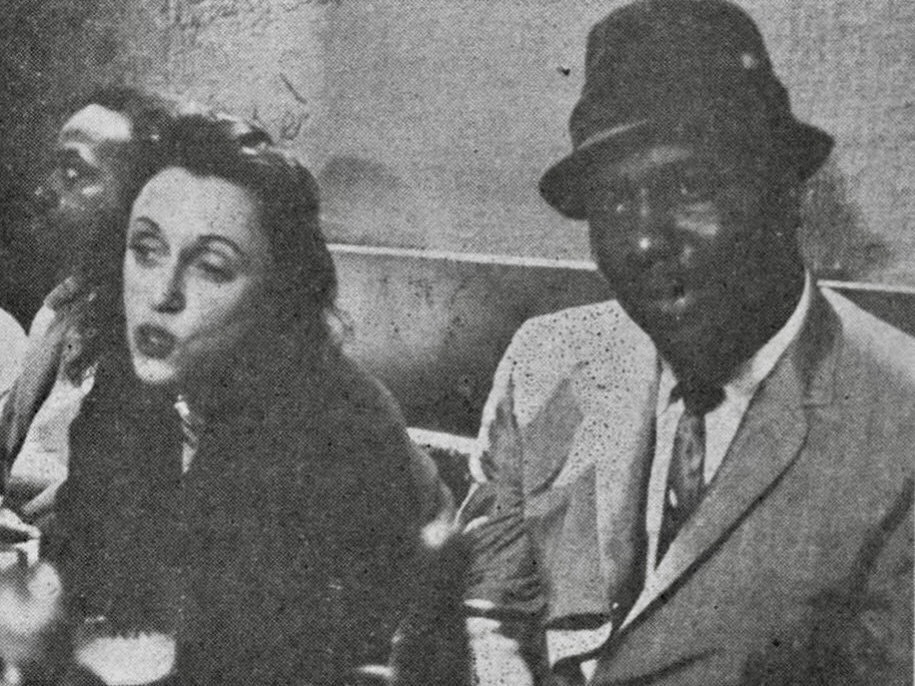
1963年5月、セロニアス・モンクは来日し、東京など計6都市で公演。コンサートの合間にニカ男爵夫人とともに新宿の「DIG」を訪れた。

- DUG（新宿。村上春樹『ノルウェイの森』にも登場する）
- Meg（武蔵野市吉祥寺）2018年2月閉店。 オーナーが替わり、同年4月より「音吉！MEG」として再オープン。
- いーぐる（四谷）
- マイルストーン（高田馬場）
- PIT INN（新宿、六本木）
- ミントンハウス（西荻窪、小平から移転、クラシックジャズ・ライブが主体）
- ジァンジァン（渋谷）
- さそり座（新宿）
- 美松（銀座）
- ラ・セーヌ（上野）
- ACB（アシベ） （新宿、池袋）
- アポロ（新宿）新宿ACBの後身
- ニューACB（新宿）
- ドラム（池袋）
- No Room For Squares（下北沢）
- マサコ（下北沢）
- 映画館（白山）

#### 神奈川県
- 横浜市
  - ちぐさ（いったん閉鎖も2012年旧店舗と同じ野毛地区の別の場所で有志により営業を再開）
  - ダウンビート
  - ミントンハウス
  - 上町６３[15]

#### 埼玉県
- 朝霞市
  - 海（1952年創業。）

### 中部・北陸
- 愛知県名古屋市
  - グランドキャニオン
  - YURI
  - JAZZ茶房青猫
  - エムエムジャズ
  - ジャズ喫茶バリレラ

- 新潟県新潟市
  - ジャズ喫茶スワン：1964年開店。現存する新潟最古のジャズ喫茶。店のスピーカーはJBLの4341。新潟ジャズストリート事務局。
  - ジャズフラッシュ：1978年開店。ジョニー・グリフィンのライブを実現。2000年よりジャズライブバー化。現在も国内外のジャズバンドのライブを開催している。店のスピーカーはヴァイタヴォックス(Vitavox)社のCN-191にセパレートホーンを追加チューン。
  - ジャズ喫茶A7 - ウェイバックマシン（2009年2月28日アーカイブ分）：1985年開店。店名の由来は店の看板スピーカーのアルテック社A7より。オーナーはいつも店にいる猫。所蔵するCD/レコードは約15000枚。
- 新潟県新発田市
  - ジャズ喫茶BIRD：1965年開店。和田誠がデザインした看板ロゴ。ロイ・ヘインズとメル・ルイスも訪れ壁にサインを残している。店のスピーカーはJBLのランサー101。

- 岐阜県高山市
  - if珈琲店：1969年開店。高山市初のジャズ喫茶。タレントの清水ミチコの実家で、現在は実弟の清水イチロウが経営[16]。

### 近畿
- 大阪府大阪市
  - ナンバ一番
  - BUNJIN HALL[17]
  - Long Walk Coffee [18]
  - Sub[19]

- 京都府京都市
  - jazz spot YAMATOYA[20]
  - LUSH LIFE[21]
  - Jazz Cafe Murra(む～ら)[22]

- 兵庫県神戸市
  - ジャズ喫茶jamjam[23]
  - M＆M[24]
  - 茶房ヴォイス[25]

- 滋賀県近江八幡市
  - Jazz & Gallery Café Yugeya[26]

- 滋賀県大津市
  - ユースホステル和邇浜青年会館内コーヒーショップ[27]

### 中国
- JORDAN（岡山県岡山市）
- 常乃家（島根県松江市）
- ポルシェ（山口県山口市）
- village（山口県萩市）

### 四国
- SPEAK LOW（香川県高松市）

### 九州
- 福岡県福岡市
  - 照和ライブ喫茶
  - JAZZ in newCOMBO
  - RIVERSIDE
- 熊本県熊本市
  - Jazz Inn おくら[28]

### 沖縄
- ROSE ROOM（沖縄県那覇市）ライブ喫茶
- 六曜舎（沖縄県沖縄市）

## 閉店したジャズ喫茶

### 北海道（閉店）
- アイラー（札幌市北区）
- act（札幌市） - 2000年代中期、マスターの知人の出資で、ほぼジャズ喫茶に近い「さっぽろ珈琲工房」（札幌市白石区東札幌）開店。同店勤務を通じ、喫茶店マスター復帰の時期もあったが、後に閉店。
- アンテレ（札幌市）
- 黒船館（札幌市北区）
- サンバ（札幌市）
- ストーリービル（札幌市北区）
- ぴあの（札幌市）
- B♭（札幌市中央区）
- ランシングノート（札幌市）
- ゲート（函館市）
- ガウス（旭川市）
- ビレッジゲート（旭川市）
- ゴヤ（岩見沢市）
- タベルナ（岩見沢市）
- ジャズ喫茶しの（岩見沢市）
- 六ペンス（小樽市）
- VeeJay（小樽市）
- ジンケ（余市町）
- ジャズハウスadd（帯広市）
- おーぷん・どあ（帯広市）
- something（釧路市）
- ジスイズ（釧路市）

### 東北（閉店）
- 車門（青森県八戸市）

### 関東（閉店）
- A&F（東京都武蔵野市吉祥寺）
- 水道橋スウィング（村上春樹、宇崎竜童など輩出）（東京都千代田区）
- 銀座ACB

### 中部（閉店）
- くれっせんと（静岡県浜松市）
- 橄欖堂（名古屋市中区）

### 近畿（閉店）
- しあんくれーる（京都府京都市上京区）
- トップシンバル（大阪府大阪市阿倍野区）
- BUNJIN ANTIQUES（大阪府大阪市東天満）
- カフェ萬屋宗兵衛（兵庫県神戸市中央区）

### 中国（閉店）
サテンドール（広島県広島市）

### 四国（閉店）
- ブルーノート（愛媛県松山市）
- ジャズメッセンジャー（愛媛県松山市）
- モッキンバード（愛媛県松山市）
- モック（愛媛県松山市）
- アウラ（愛媛県松山市）
- ニューポート（愛媛県松山市）
- sus4（愛媛県松山市）
- エイティエイト(88)（愛媛県松山市）
- サテンドール（愛媛県松山市）
- オン・ザ・コーナー（高知県高知市）
- アルテック（高知県高知市）
- JAZZSPOT らっこ（高知県高知市）

### 九州（閉店）
- BUN BUN（長崎県長崎市）

## ジャズ喫茶を舞台とした作品

### 映画
- ファンキーハットの快男児（1961年） - 主人公がナンパした令嬢を口説く際に利用された。
- ファンキーハットの快男児 二千万円の腕（1961年） - 主人公と相棒が入り浸る店として登場。
- ジャズ喫茶ベイシー　Swiftyの譚詩（Ballad）（2020年）- 岩手県一関市のジャズ喫茶「ベイシー」のマスター・菅原正二のドキュメンタリー映画。[29]

### アニメ
- おじゃる丸（1998年 - ） - 主人公が度々来店するジャズ喫茶「一服」を舞台とした作品回が幾つか存在する。また店のマスターは知人達とジャズバンドを組んでおり、不定期にではあるがジャムセッションもを行う。

### コミックス
- ブルージャイアント 熱いジャズに魅せられテナーサックス奏者を目指す主人公が初めてライブする舞台(ジャズライブバー)として登場。また、主人公達のバンド練習場所としても登場する。
- はた万次郎のおもしろ図鑑 単行本第9巻収録「これがジャズ喫茶だ!!」（1992年）
- 美味しんぼ 単行本第8巻収録（第3-4話）「SALT PEANUTS」（1986年）

### 書籍
- 横浜ジャズ物語「ちぐさの50年」- 吉田衛  ( 神奈川新聞社　1985年8月）
- 東京ジャズ喫茶物語 - アドリブ編　（発行アドリブ　発売造形社・1989年11月）
- おれたちのジャズ狂青春記　ジャズ喫茶誕生物語 - ジャテック・バード編　(ジャテック出版・1991年5月）
- 東京下町JAZZ通り - 林順信、喬木省三、字原紀之（一季出版・1992年4月）
- 吉祥寺JAZZ物語 - 寺島靖国、大西米寛、野口伊織、中山康樹（日本テレビ放送網・1993年4月）
- ジャズ喫茶「ベイシー」の選択-菅原昭二（講談社・1993年4月）
- ジャズ喫茶マスター、こだわりの名盤-鎌田竜也（講談社・1995年7月）
- 「ベーシー」の客-村松友視（マガジンハウス・1998年6月）
- ジャズ喫茶に花束を - 村井康司（河出書房新社・2002年5月）
- 九州JAZZ喫茶紀行-田代俊一郎、大久保昭彦、酒匂純子（西日本新聞社・2002年6月）
- 新宿DIGDUG物語  中平穂積読本 - 高平哲郎編　（発行東京キララ社　発売三一書房・2004年9月）
- 戦後日本のジャズ文化 - マイク・モラスキー  (青土社・2005年7月）
- 昭和ジャズ喫茶伝説 - 平岡正明（平凡社・2005年10月）
- ジャズ喫茶リアル・ヒストリー - 後藤雅洋（河出書房新社・2005年12月）
- 北海道ジャズ物語　北の熱きスゥイング物語-畔田俊彦（つげ書房新社・2006年6月）
- ぼくの昭和ジャズ喫茶 - 高瀬進（展望社・2006年10月）
- 散歩の達人ブックス　東京ジャズ地図-常田カヲル他（交通新聞社・2009年3月）
- ジャズ喫茶論 - マイク・モラスキー （筑摩書房・2010年2月）
- 九州ジャズロード  - 田代俊一郎（書肆侃侃房・2011年3月）
- 山陰山陽ジャズロード - 田代俊一郎（書肆侃侃房・2012年4月）
- 四国ジャズロード - 田代俊一郎  (書肆侃侃房・2014年10月）
- 沖縄ジャズロード - 田代俊一郎（書肆侃侃房・2015年10月）
- 厳選500 ジャズ喫茶の名盤-後藤雅洋（小学館・2015年12月）
- 東京ジャズメモリー - シュート・アロー（文芸社・2012年12月）
- 昭和・東京・ジャズ喫茶 昭和JAZZ文化考現学 - シュート・アロー（DU BOOKS・2014年2月）
- ジャズ喫茶が僕を歩かせる 現役ジャズスポットをめぐる旅 - シュート・アロー（DU BOOKS・2015年8月）
- 東京ジャズ地図-常田カヲル他（交通新聞社・2016年3月）
- 路上のジャズ - 中上 健次（中央公論新社・2016年7月）
- ジャズ喫茶案内 Vol.1 東北のジャズ喫茶めぐり　そしてジャズ・タイム・ジョニー-JAZZ CITY（JAZZ CITY・2018年11月）
- 日本ジャズ地図-常田カヲル、谷川真紀子（交通新聞社・2020年3月）
- ジャズ喫茶案内 Vol.2  いーぐるの物語- JAZZ CITY（JAZZ CITY・2020年5月）
- ジャズ喫茶ベイシー読本　別冊ステレオサウンド（ステレオサウンド・2020年5月）
- 近代日本の音楽百年　黒船から終戦まで　第４巻ジャズの時代-細川周平（岩波書店・2020年12月）
- JAZZ KISSA 2014 〜2014年のジャズ喫茶 Vol.1-Katsumasa Kusunose (JAZZ CITY・2021年4月）
- JAZZ KISSA 2014 〜2014年のジャズ喫茶 Vol.2-Katsumasa Kusunose (JAZZ CITY・2021年11月）
- 台湾人ジャーナリストが見たニッポンのジャズ喫茶-周 靖庭（CDジャーナル・2022年1月）
- JAZZ KISSA 2015-2019  2015-2019年のジャズ喫茶-Katsumasa Kusunose(JAZZ CITY・2022年8月）